# Sergio Yori
Sergio Yori Simonetti war ein chilenischer Fußballspieler. Der Stürmer absolvierte zwei Länderspiele für die chilenische Nationalmannschaft und wurde 1959 chilenischer Meister. 

## Karriere
Sergio Yori, Spitzname Chico, spielte ab 1944 für den CF Universidad de Chile und debütierte in der Saison 1945. Für La U erzielte er 29 Tore in 79 Ligaspielen, spielte dort unter anderem in der Offensivreihe mit Ubaldo Cruche und Ulises Ramos. 1951 wechselte der Offensivakteur zum CD Green Cross, blieb dort zwei Spielzeiten und beendete 1953 seine Karriere bei Unión Española.